# Platysenta lucetta
Platysenta lucetta är en fjärilsart som beskrevs av Smith 1900. Platysenta lucetta ingår i släktet Platysenta och familjen nattflyn. Inga underarter finns listade i Catalogue of Life.